# Kryzys bankowy w Polsce w 1793

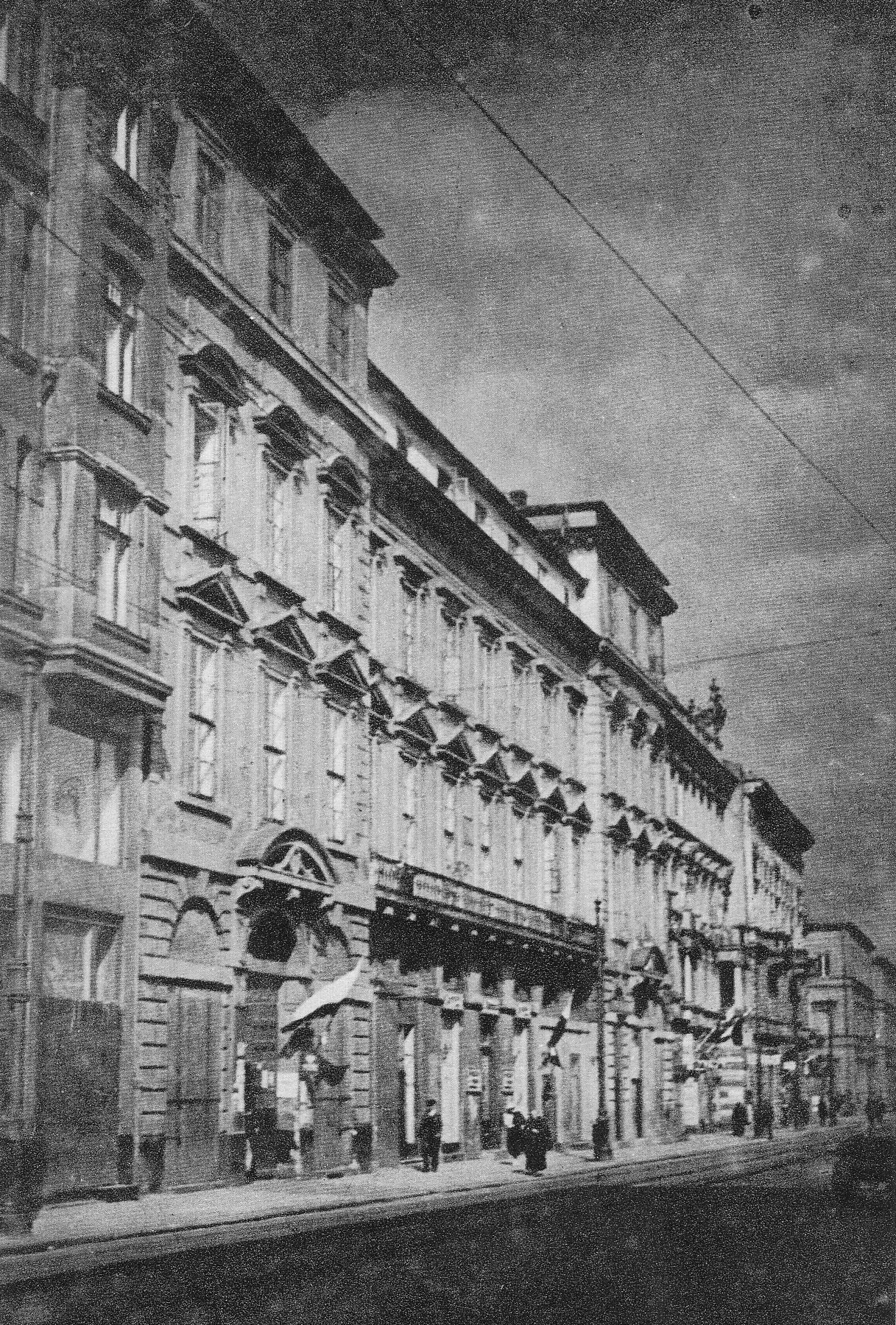
Nieistniejący pałac Teppera przy ul. Miodowej 7, w którym mieścił się kantor bankowy Teppera

Kryzys bankowy w Polsce w 1793 roku – zapaść polskiego systemu bankowego w 1793 r., spowodowana zrujnowaniem jej gospodarki w wyniku wojny polsko-rosyjskiej 1792 i wprowadzeniem rządów konfederacji targowickiej.
W ich wyniku partnerzy z terenów Rzeczypospolitej utracili zaufanie zagranicznych instytucji bankowych, wspierających dotąd kredytem obcym polski system bankowy.
Krach bankierów warszawskich zapoczątkował 25 lutego 1793 upadek Piotra Fergussona Teppera. Bankructwo Teppera i upadających w ślad za nim innych bankierów dotknęło także dwór Stanisława Augusta Poniatowskiego, ambasadę rosyjską oraz poselstwa pruskie i austriackie.
W celu zaspokojenia wierzycieli i spłaty długów królewskich, zaciągniętych w banku Teppera powołano Komisję Likwidacyjną pod przewodnictwem biskupa chełmskiego Wojciecha Józefa Skarszewskiego. Poseł rosyjski Jakob Sievers doprowadził do natychmiastowego opieczętowania kantoru Teppera, gdzie znajdowały się kwity osób pobierających stałą pensję z ambasady rosyjskiej.

## Historia

### Tło historyczne
Banki i bankierzy pojawili się w Rzeczypospolitej stosunkowo późno, bo dopiero w XVIII wieku. W początkach stulecia swoje usługi zaczął oferować Adam Zimman, wkrótce po nim także Piotr Riacourt i, pochodzący ze Szkocji, Piotr Tepper starszy. Ten ostatni założył w 1723 Warszawski Dom Handlowy, który z biegiem lat stał się zalążkiem bankierskiej fortuny rodziny Tepperów. W ciągu kilkudziesięciu lat poprzedzających epokę stanisławowską rynek bankowy rozwijał się w Koronie żywiołowo. W 1790 indygenat uzyskał Andrzej Kapostas, z kolei w 1791 Sejm Czteroletni nobilitował sześciu innych spośród największych bankierów działających w Rzeczypospolitej: Augusta Wilhelma Arndta, Piotra Blanka, Fryderyka Cabrita, Jana Meysnera, Karola Szulca i Piotra Teppera młodszego, adoptowanego siostrzeńca Piotra Teppera starszego.
Ten ostatni stał się największym bankierem polskim swoich czasów, w 1790 jego fortunę szacowano na od 60 do 65 lub nawet 70 milionów ówczesnych złotych. Samemu tylko królowi Stanisławowi Augustowi Poniatowskiemu Tepper pożyczył przeszło 11 milionów. Podobną fortunę zbudował także Antoni Protazy Potocki, magnat i bankier. Majątek każdego z nich wynosił mniej więcej tyle, co trzykrotność wszystkich rocznych wydatków budżetowych Rzeczypospolitej. Poza nimi na rynku Korony działali także bankierzy żydowscy, m.in. Szmul Zbytkower, protoplasta rodów Pragierów i Bergsonów. Planowano także powołanie w Warszawie, pierwszego w polskiej historii, banku centralnego.
Potęga rodów bankierskich, w zestawieniu ze słabością ustrojową państwa i niedorozwojem jego aparatu skarbowego sprawiały, że to bankierzy stali się gwarantem należytego działania całej gospodarki Rzeczypospolitej.

#### Wybuch kryzysu
W 1792 Rzeczpospolita poniosła klęskę w wojnie z Rosją, jej gospodarkę znacznie nadszarpnęły także rządy targowiczan. Niepewność polityczna i wojna spowodowały, że swoje inwestycje wycofali z Rzeczypospolitej inwestorzy amsterdamscy. Równolegle w całej Europie narastał kryzys bankowy pośrednio wywołany przez rewolucję francuską: uciekająca z kraju arystokracja francuska zadłużała się pod zastaw majątków pozostawionych w kraju, jednak po bitwie pod Valmy stało się jasne, że spłata długów na pewno nie nastąpi prędko. Wierzytelności arystokracji stały się tzw. złymi długami, przyczyniając się do kryzysu bankowego w wielu krajach. Kolejnym z czynników mogły być przygotowania Prus do kolejnego rozbioru Polski skutkujące niemożnością uzyskania kredytu przez polskich bankierów w Berlinie. Właśnie taka sytuacja dotknęła pod koniec 1792 Piotra Fergussona Teppera, któremu berliński bankier Mojżesz Levy odmówił udzielenia, przyobiecanej wcześniej, pożyczki w wysokości 100 tysięcy dukatów, czyli ok. 1,8 miliona złotych polskich. Doprowadziło to Teppera do utraty płynności finansowej, a w konsekwencji do utraty płynności przez pozostałe duże banki warszawskie, którym to Tepper pożyczał pieniądze. Tepper próbował ratować się wyprzedażą aktywów poniżej ich wartości, co dodatkowo nadszarpnęło zaufanie do jego banku – i wszystkich instytucji bankowych w Rzeczypospolitej.
Ostatecznie w lutym 1793 w Warszawie wybuchła panika finansowa. Wierzyciele masowo rzucili się do wycofywania swoich wkładów i lokat z banków, jednak wypłaty zawieszono. W efekcie 25 lutego 1793 upadłość ogłosił bank Teppera, a wkrótce po nim sześciu innych znaczących bankierów: Protazy Potocki, Szulc, Cabrit, Łyszkiewicz, Heyzler i Klug. Zadłużenie samego tylko Teppera sięgnęło 3,3 mln dukatów, czyli ok. 59,4 mln złotych polskich. Roszczenia wobec wszystkich bankierów szacowano na przeszło 250 milionów złotych.

### Skutki
Teppera oskarżono o celowe niszczenie kraju. Podczas insurekcji warszawskiej w kwietniu tego samego roku wzburzony tłum wdarł się do jego pałacu i dokonał na nim samosądu, zmarł on z ran w sześć dni później. W jego archiwach znaleziono potwierdzenie, że to on, wraz z Piotrem Blankiem, pośredniczył w korumpowaniu najwyższych urzędników państwowych Rzeczypospolitej przez dwór rosyjski i pruski.
Upadłość banków spowodowała olbrzymie straty finansowe, zwłaszcza wśród arystokracji, która w wyniku kryzysu w większości wycofała się z działalności inwestycyjnej i prób budowy na ziemiach polskich przemysłu. Na wiele lat odłożono także plany powołania banku narodowego.
W 1793 sejm grodzieński zdecydował o powołaniu Komisji Bankowej kierowanej przez biskupa Wojciecha Skarszewskiego, której zadaniem była likwidacja aktywów upadłych banków i zaspokojenie roszczeń wierzycieli. Mimo rozbiorów, komisja działała przez przeszło dekadę. Jej dokumenty stanowiły cenne źródło historyczne ukazujące złożone powiązania między polską finansjerą a domami bankowymi całej Europy. Większość z nich uległa jednak zniszczeniu w czasie II wojny światowej.